# Kokerei Kaiserstuhl

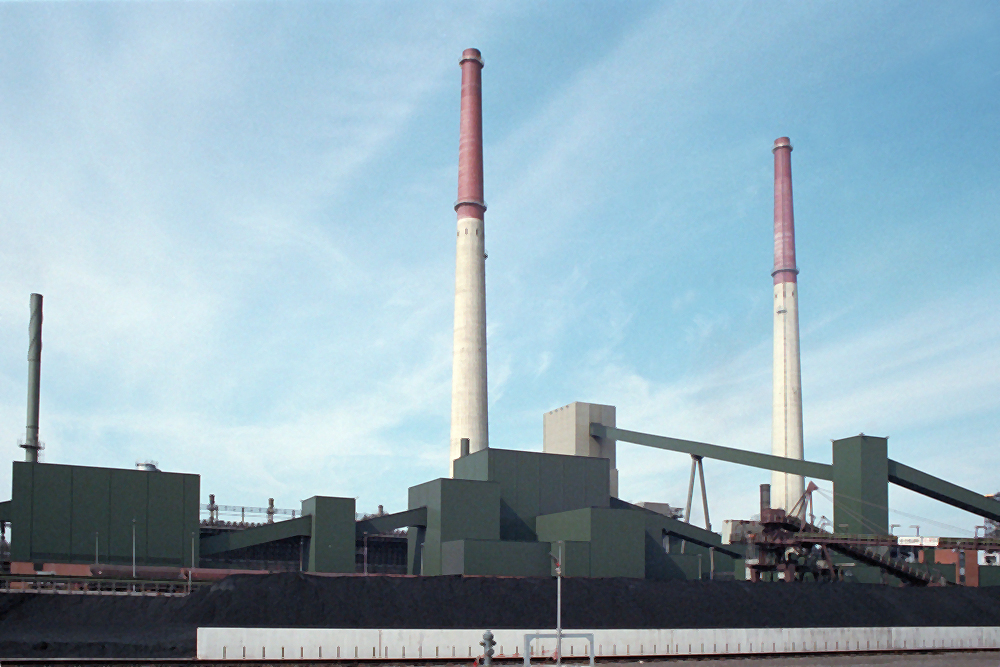
Ansicht der Kokerei Kaiserstuhl III im Jahre 1996

Die Kokerei Kaiserstuhl (Kaiserstuhl III) war eine Kokerei in Dortmund. Sie wurde am 1. Dezember 1992 nach fünfjähriger Planungs- und Bauzeit auf dem Gelände der Westfalenhütte der Thyssen-Krupp-Stahl AG (früherer Eigentümer Hoesch AG) als modernste Kokerei Europas in Betrieb genommen. Am 12. Dezember 2000 wurde sie nach 8 Jahren und 12 Tagen Betriebszeit aus der notwendig gewordenen Anpassung an die Kokereikapazitäten aufgrund der Schließung der Thyssen-Hochöfen in Dortmund stillgelegt.

## Neubau
Nach der Novellierung der Technischen Anleitung zur Reinhaltung der Luft (TA Luft) im Jahre 1986 fasste die damalige Ruhrkohle AG den Beschluss zum Neubau einer Großkokerei in Dortmund und gleichzeitig zur anschließenden Stilllegung der bis dahin noch bestehenden Dortmunder Kokerei Hansa und der Kokerei Kaiserstuhl II. Die gesamte Investition machte rund 1,2 Mrd. DM aus, wovon 25 % allein auf Umweltschutzmaßnahmen entfielen.

## Daten der Kokerei Kaiserstuhl III
- Mischbettkapazität 56.000 t
- Kohlenturmkapazität 2700 t

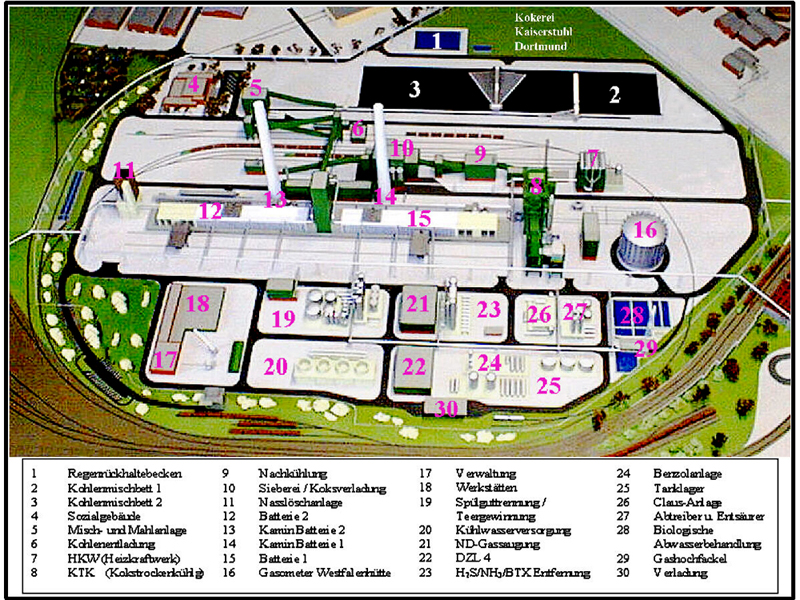
Die Betriebsanlagen der Kokerei Kaiserstuhl III

- Kokereibaufirma: ein Konsortium aus Didier, Krupp Koppers, Thyssen-Still-Otto, Schalker Eisenhütte
- zwei Koksofenbatterien mit je 60 Koksofenkammern
- Kammermaße 7,63 m hoch, 18 m lang, 61 cm breit, 5 cm Konizität, 45 cm Gassammelraum, 79 m³ Nutzvolumen
- Ofenbauart: Unterbrenner-Regenerativ-Verbundofen, 36 Heizzüge, Zwillingszugsystem
- Garungszeit 25h bei 1330 °C Heizzugtemperatur
- Gedrückte Öfen: 115 pro Tag, entsprechend 5600 t Koks pro Tag
- Ofenbedienmaschinen: Koksausdrückmaschine, Füllwagen, Koksüberleitmaschine, Heißkokstransportwagen, Löschwagen der Schalker Eisenhütte
- Kokstrockenkühlanlage (KTK): 250 t Koks je Stunde
- Dampferzeugung 120 t/h bei 64 bar und 480 °C
- Produkte: Koks, Rohteer, Flüssigschwefel, Rohbenzol, ND-Gas (Niederdruckgas) zur Hütte und MD-Gas (Mitteldruckgas) über die HD-Gasverdichtung (Hochdruckgasverdichtung) „Minister Stein“[1] zur Ruhrgas AG
- Besonderheit: Biologische Abwasserbehandlung

## Stilllegung und Abbau
Durch die Veränderungen auf der Kundenseite, die Übernahme der Dortmunder Hoesch AG durch den Konkurrenten Krupp und die folgende Fusion mit Thyssen zu ThyssenKrupp, waren örtlich nah für ihr Produkt Koks keine Abnehmer mehr vorhanden; ThyssenKrupp verlegte alle Aktivitäten der sogenannten Flüssigphasen an den Rhein nach Duisburg, aufgrund günstigerer Transportbedingungen (Schifffahrts- und Hafenanbindung).
Man entschloss sich, die recht neue Kokerei stillzulegen, was im Jahre 2000 erfolgte. Die Kokerei wurde an den chinesischen Bergwerkskonzern Yanzhou Coal Mining in der Provinz Shandong verkauft und in der Nähe von Zaozhuang wieder aufgebaut, da die technischen Einrichtungen dem Standard der Kokereitechnik entsprachen. Der erste Koks wurde am 28. Juni 2006 mit sehr großen Problemen gedrückt.
Zwischenzeitlich erwies sich die Entscheidung, die Kokerei nach nur kurzem Betrieb stillzulegen, als auch wirtschaftlich fragwürdig: Durch den Stahl-Boom in China wurde es auf dem Weltmarkt ab 2003 schwieriger, Koks zur Eisenverhüttung zu bekommen. Der Kokspreis stieg drastisch an, weit stärker als die Stahlpreise.
Die Demontage der Kokerei wurde durch ein Team der Filmproduktion Loekenfranke begleitet. Es entstand der Dokumentarfilm „Losers and Winners“, der 2007 in die Kinos kam und mehrere internationale und deutsche Preise erhielt. Außerdem schrieb Stefan Willeke für Die Zeit eine Reportage über den Abbruch, die 2005 mit dem Egon-Erwin-Kisch-Preis ausgezeichnet wurde.
Am 28. Oktober 2007, um 11:08 Uhr, wurden die zwei noch vorhandenen 165 Meter hohen Schornsteine gesprengt. Hierbei fiel einer der Schornsteine nicht in das vorbereitete Bett, sondern schlug mit einer Abweichung von 70° in den alten Gebäudebestand der Kokerei.
Der 75 Meter hohe Kohleturm wurde am 23. August 2014 als letztes Gebäude auf dem ehemaligen Gelände der Kokerei gesprengt. In ca. 950 Bohrlöchern wurden 180 kg Sprengstoff verbracht, die die 9000 Tonnen Beton des Gebäudes in das vorbereitete Fallbett stürzen ließen.

## Hörfunk-Feature und Film
- Tita Gaehme: Die Chinesen waren da – Wie in Dortmund eine Kokerei verschwand. Deutschlandfunk, Erstsendung am 18. Januar 2005 (Manuskript der Sendung).
- Losers and Winners. Dokumentarfilm, Deutschland, 2006, 96 Min., Buch und Regie: Ulrike Franke, Michael Loeken, Produktion: WDR, filmproduktion loekenfranke, Erstausstrahlung: 13. November 2008, Filmseite